# Warwa

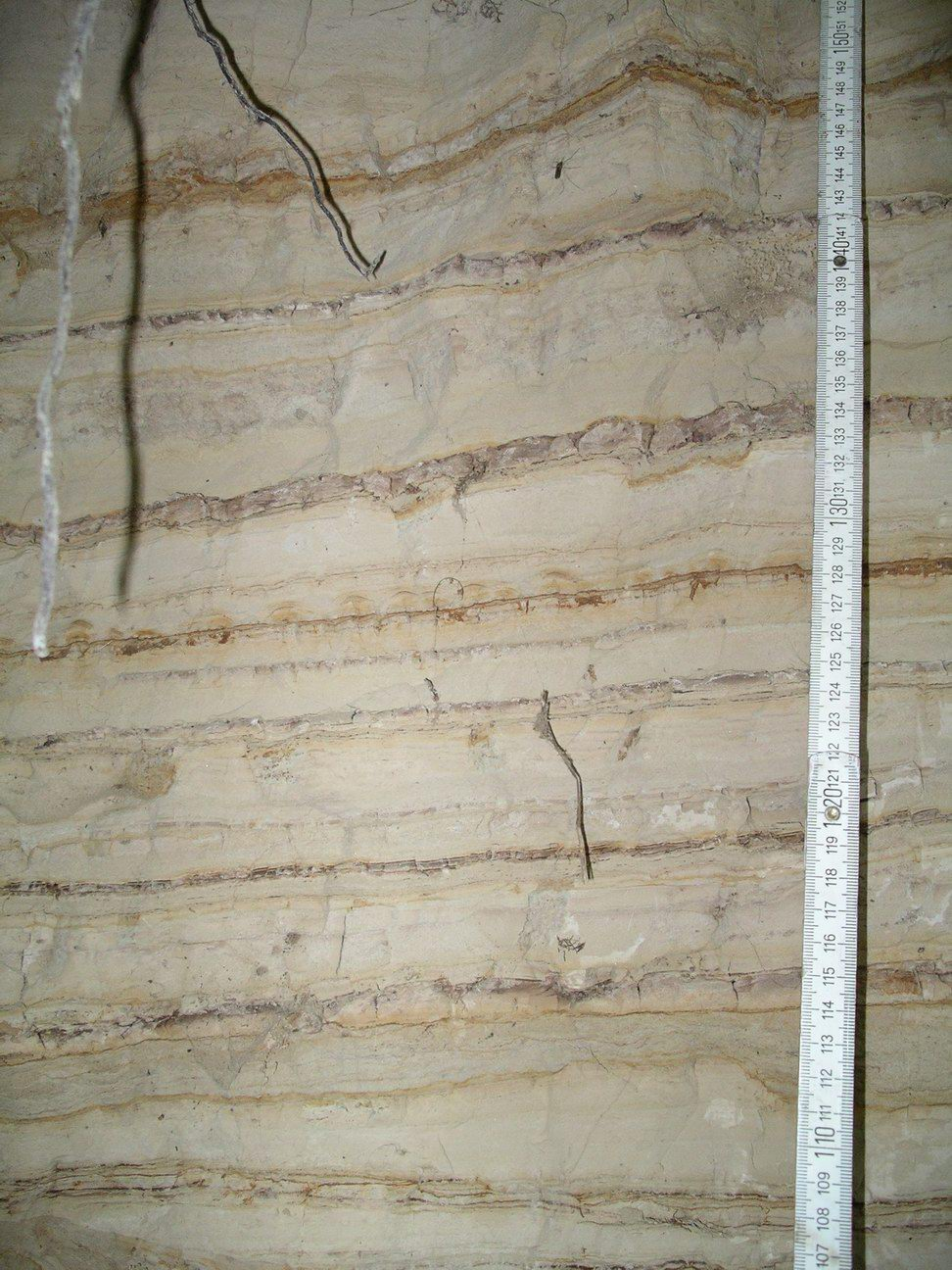
Iły warwowe w Brandenburgii

Warwa – dwie naprzemianległe warstwy osadów: ciemna i jasna.
Powstawały w jeziorach zastoiskowych podczas zlodowaceń. Warstewka jasna składa się z głównie z mułu z dodatkiem iłu i piasku, znoszonego przez wody fluwioglacjalne podczas cieplejszej pory roku. Ciemna warstwa odpowiada spokojnie płynącej wodzie podczas zimy, gdy przenoszony był tylko najdrobniejszy ił lub minerały ilaste osadzały się z zawiesiny. Z warw zbudowane są iły warwowe.